# Кончураиха
Кончураиха — река в Новосибирской области России. Устье реки находится в 64 км по левому берегу реки Мильтюш. Длина реки составляет 15 км. Притоки — Печориха и Поперечная.

## Данные водного реестра
По данным государственного водного реестра России относится к Верхнеобскому бассейновому округу, водохозяйственный участок реки — Обь от города Барнаул до Новосибирского гидроузла, без реки Чумыш, речной подбассейн реки — бассейны притоков (Верхней) Оби до впадения Томи. Речной бассейн реки — (Верхняя) Обь до впадения Иртыша.